# Zrakowacenie
Zrakowacenie lub rak drzewa – jeden z objawów chorobowych roślin, wywoływany przez bakterie lub grzyby. Występuje u roślin drzewiastych. Powoduje go np. grzyb Melampsorella caryophyllacearum, grzyby z rodzaju Nectria i bakteria Pseudomonas syringae.
Jest to zniekształcenie polegające na powstaniu na pniu lub gałęziach charakterystycznych zgrubień, narośli, rzadziej w postaci ubytków. Najpierw w miejscu uszkodzonym przez patogeny powstaje nekroza. Drzewo zasklepia ją kallusem. Wyróżnia się 2 rodzaje zrakowaceń:
- Zrakowacenie zamknięte – gdy kallus całkowicie otoczy i zabliźni nekrozę. Zdarza się rzadko, grzyby i bakterie zwykle niszczą powstający kallus.
- Zrakowacenie otwarte – gdy kallus tylko częściowo otacza nekrozę. Zrakowacenie tego typu może się rozwijać przez kilka lat, a jego kształt i wielkość zależy od szybkości działania patogenu, od zdolności rośliny do tworzenia kallusa, oraz od warunków środowiska. Czasami warunki sprzyjają roślinie, czasami patogenowi. Powoduje to, że w zrakowaceniu  naprzemiennie tworzą się współśrodkowe strefy zrakowaceń[2].

W leśnictwie rak drzewa uważany jest za wadę drewna z grupy wad kształtu.

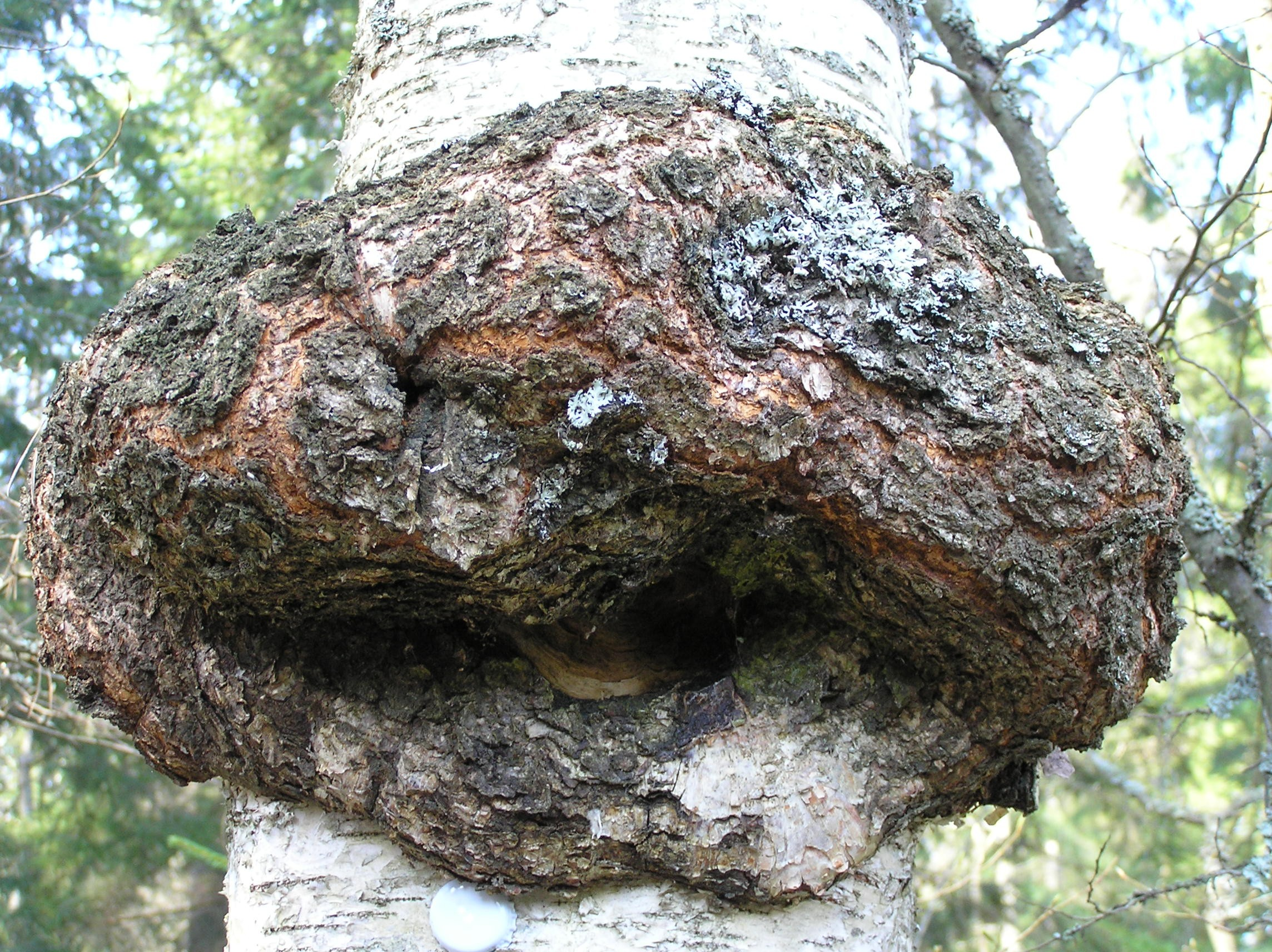
Rak na pniu brzozy
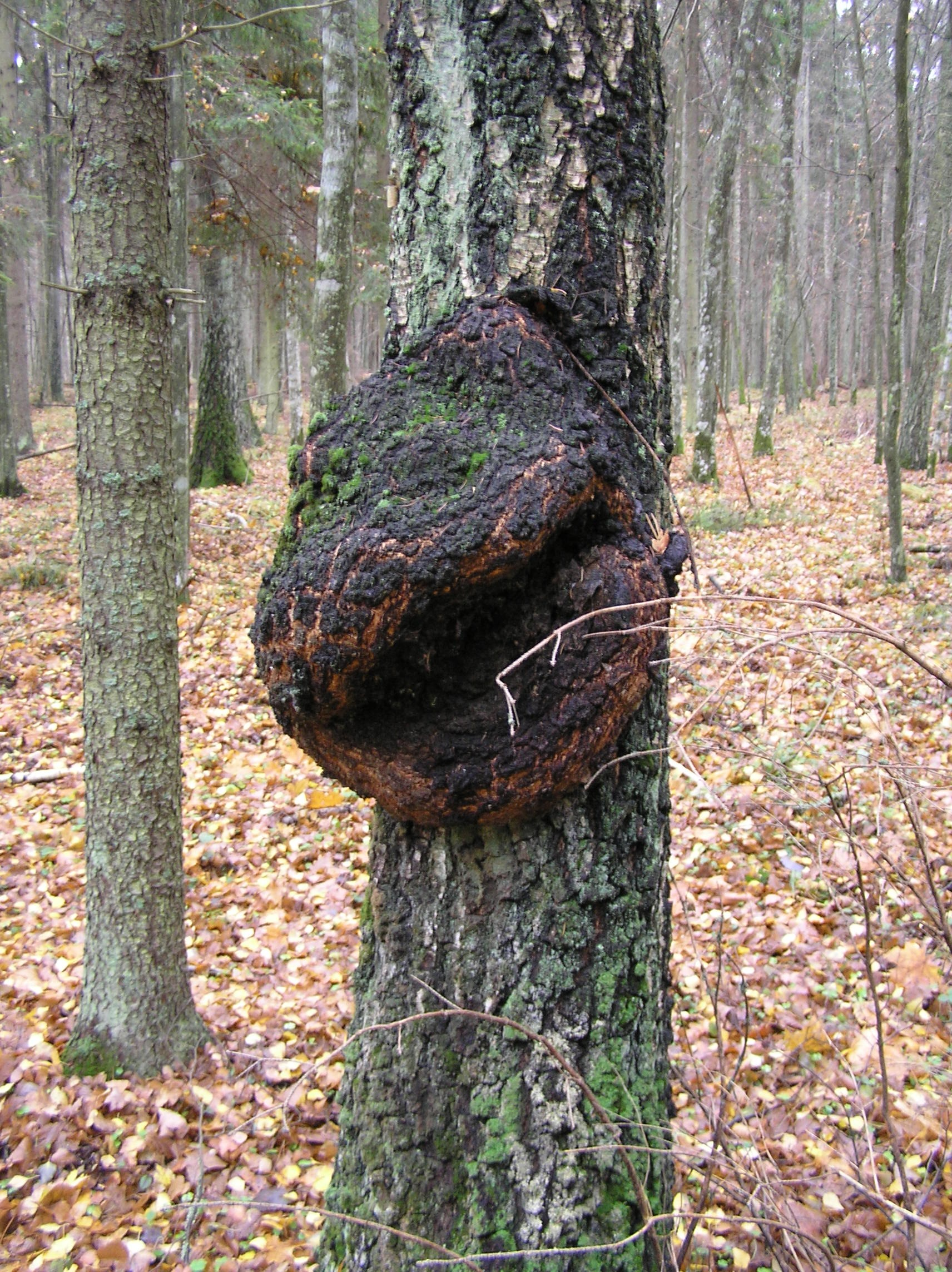
Rak na pniu brzozy
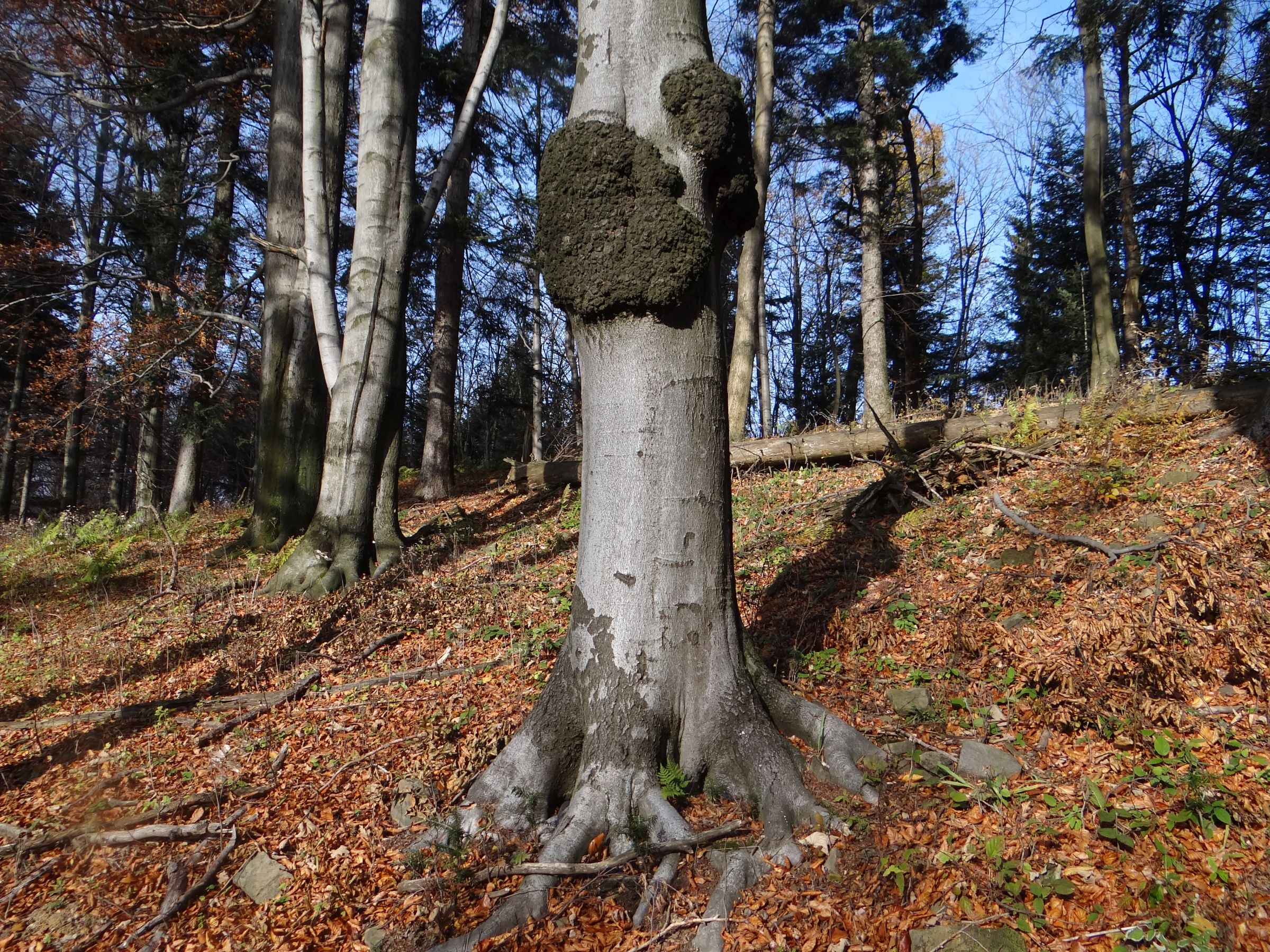
Rak na pniu buka
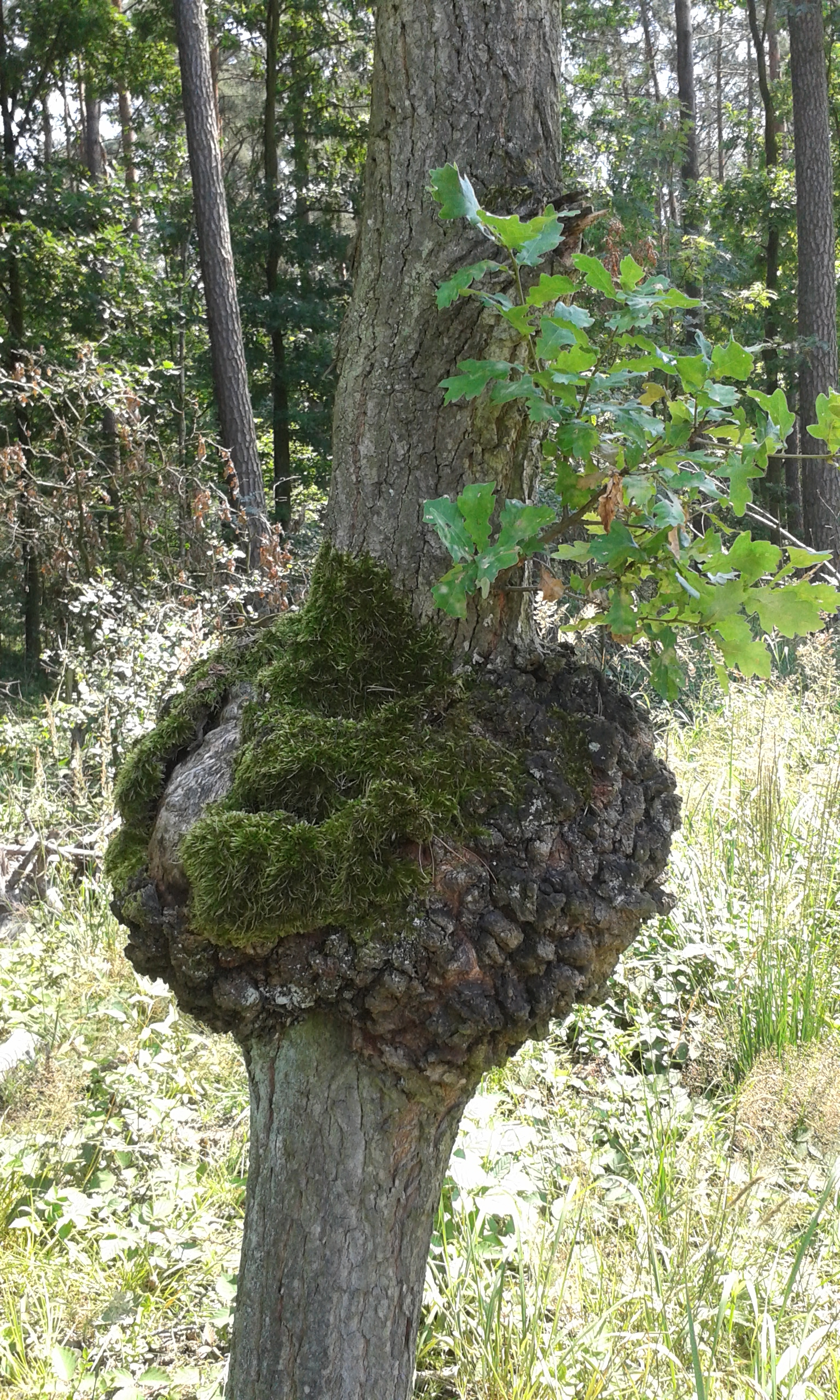
Rak na pniu dębu
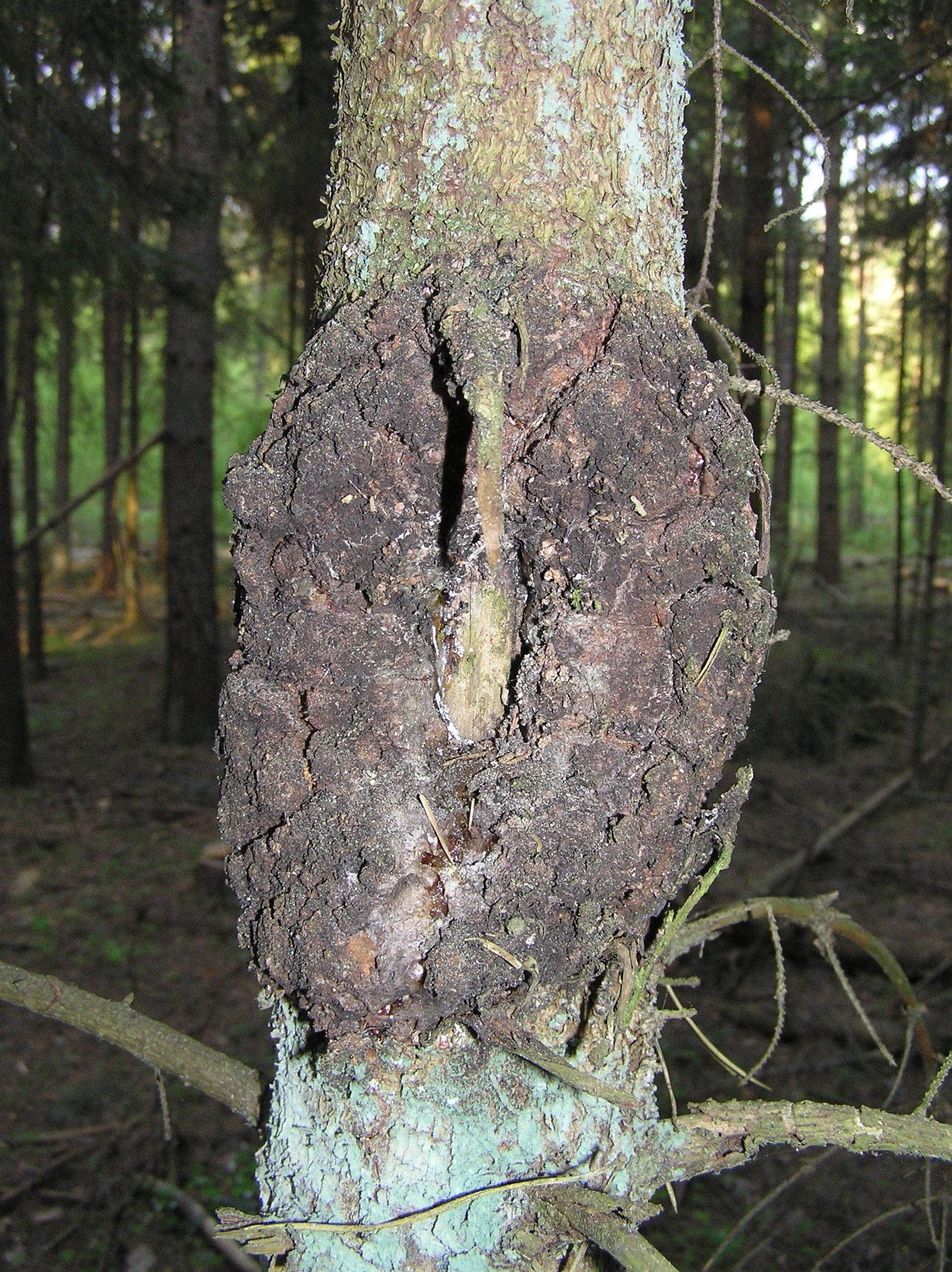
Rak na pniu świerka
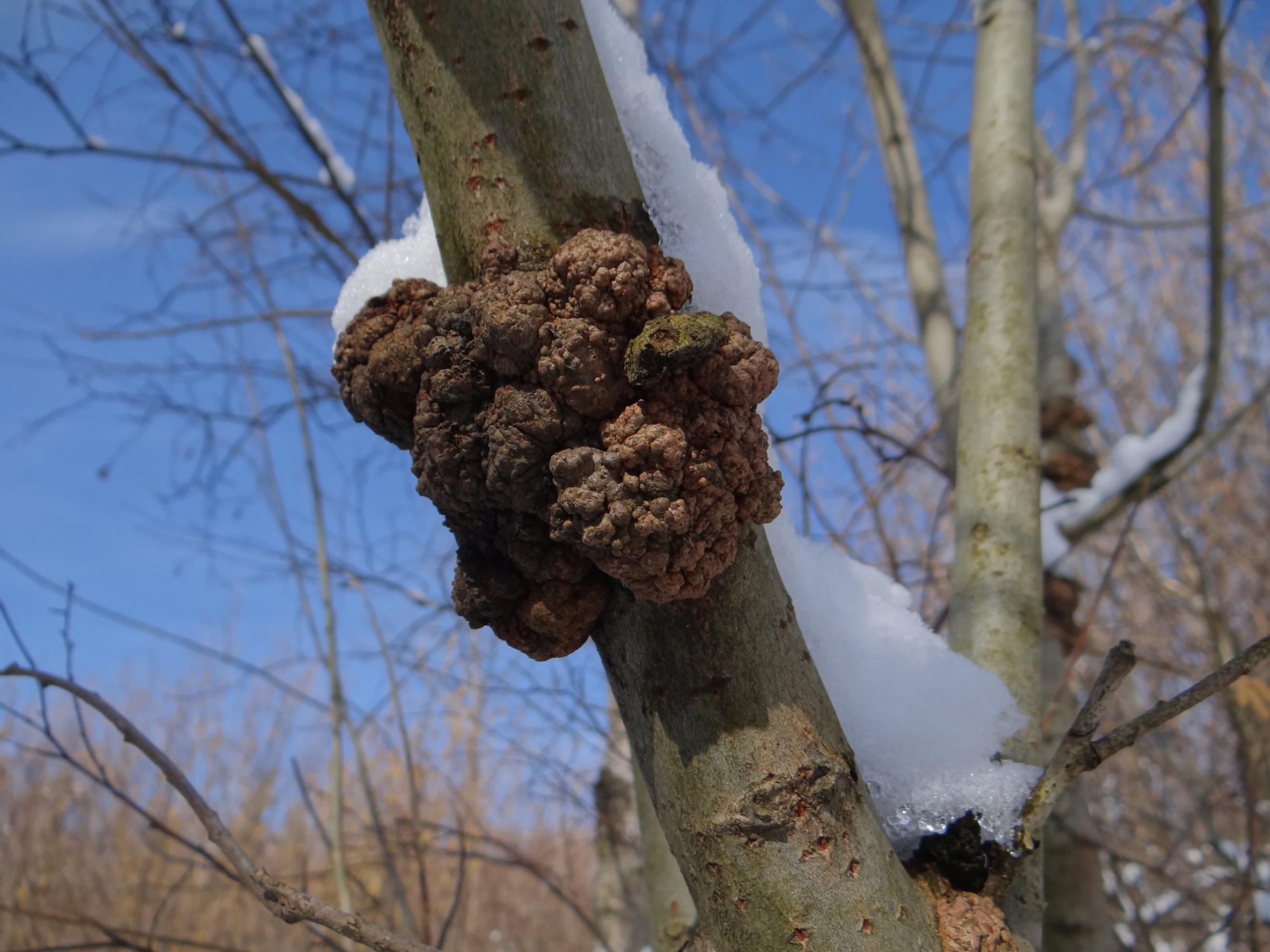
Rak na pniu topoli osiki